# Summer Babe (Winter Version)
Summer Babe (Winter Version) est une chanson du groupe américain de rock indie Pavement extraite de leur premier album, Slanted and Enchanted, sorti le 20 avril 1992 sur le label Matador Records.
La chanson est également sortie sur un EP intitulé Summer Babe (paru le 23 août 1992 sur Drag City Records). La chanson n'est pas entrée dans les charts américains,.
En 2004, Rolling Stone a classé cette chanson, dans la version originale de Pavement, 286e sur sa liste des « 500 plus grandes chansons de tous les temps ». (En 2010, le magazine rock américain a mis à jour sa liste, maintenant la chanson est 292e.)

## Composition
La chanson a été écrite par Stephen Malkmus. L'enregistrement de Pavement a été produit par Stephen Malkmus et Scott Kannberg.